# Saint-Vincent-des-Prés

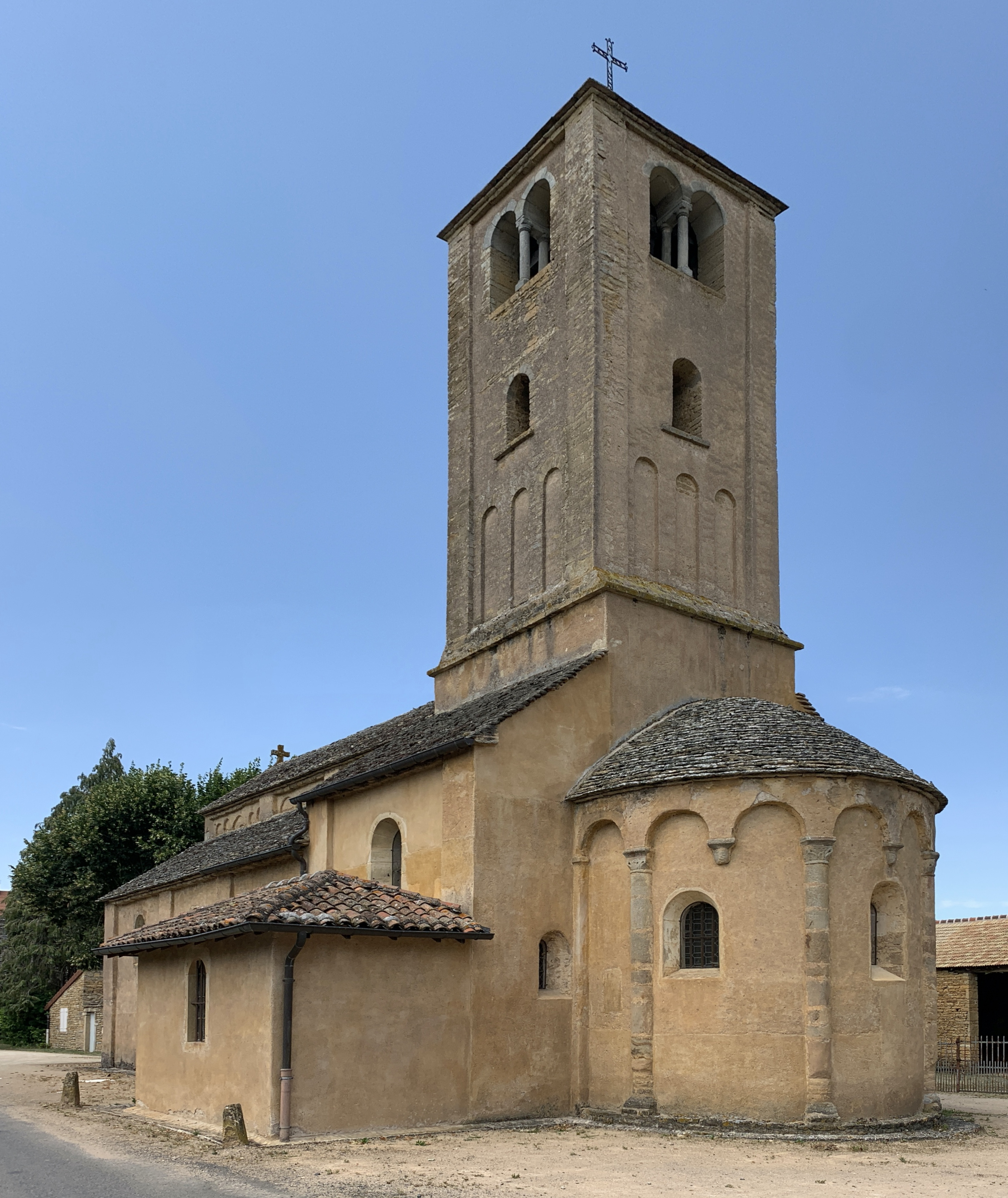
Saint-Vincent

Saint-Vincent-des-Prés é uma comuna francesa na região administrativa de Borgonha-Franco-Condado, no departamento Saône-et-Loire. Estende-se por uma área de 6,36 km². Em 2010 a comuna tinha 109 habitantes (densidade: 17,1 hab./km²).